# Küpper (Familienname)
Küpper ist ein deutscher Familienname.

## Herkunft und Bedeutung
Küpper ist ein Berufsname und bezieht sich auf den Küfer. Er ist hauptsächlich im Rheinland nördlich der Dorp-Dorf-Linie im ripuarischen Sprachgebiet verbreitet, wo Küpper die traditionelle mundartliche Bezeichnung für den Beruf war, der in anderen deutschsprachigen Gegenden Böttcher, Bender, Kiefer, Schäffler oder Fassbender genannt wurde.

## Varianten
Auf -s auslautende Namensvarianten beinhalten die Berufsbezeichnung mit einem patronymischen Genitiv.
- Cüppers, Küpers, Küppers, Kupers

Die verschiedenen Varianten des Familiennamens sind im Kernverbreitungsgebiet unterschiedlich verteilt: Während die Namen Küpper und Küppers überall im Rheinland anzutreffen sind, beschränken sich Varianten ohne Konsonantenverdoppelung, also Küper und Küpers, hauptsächlich auf das nördliche Gebiet am Niederrhein nahe der Niederlande, wo der Name in der Form Kupers oder Kuijpers ebenfalls geläufig ist. Varianten mit C im Anlaut wie Cüpper finden sich dagegen fast ausschließlich im Raum Aachen und im deutschsprachigen Belgien. Außer im Niederländischen gibt es sehr ähnlich abgeleitete Namen auch in anderen verwandten Sprachen, so etwa den verbreiteten englischen Nachnamen Cooper.

## Namensträger
- Anke Küpper (* 1966), deutsche Schriftstellerin
- Christel Küpper (1906–1995), deutsche Friedensaktivistin
- Christian Emil Marie Küpper (1883–1931), holländischer Maler, siehe Theo van Doesburg
- Cornelius Küpper (* 1991), deutscher Sportjournalist und Fußballkommentator
- Frank Küpper (* 1967), deutscher Kameramann
- Georg Küpper (1949–2016), deutscher Rechtswissenschaftler und Hochschullehrer
- Hannes Küpper (1897–1955), deutscher Dramaturg, Regisseur und Schriftsteller
- Hans-Ulrich Küpper (* 1945), deutscher Ökonom und Hochschullehrer
- Hansi Küpper (* 1961), deutscher Fußballkommentator
- Heinrich Küpper (1904–2000), österreichischer Geologe
- Heinz Küpper (Sprachwissenschaftler) (1909–1999), deutscher Sprachwissenschaftler
- Heinz Küpper (Schriftsteller) (1930–2005), deutscher Schriftsteller
- Heinz Küpper (Politiker) (1935–2023), deutscher Politiker (CDU), MdL Nordrhein-Westfalen
- Helmut Küpper (1904–1956), deutscher Verleger
- Herbert Küpper (* 1964), deutscher Jurist
- Inge Küpper (* 1914), österreichische Montanistin und Chemikerin
- Jo Hanns Küpper (1907–1986), deutscher Grafiker und Maler
- Joachim Küpper (* 1952), deutscher Literaturwissenschaftler
- Jochen Küpper (* 1971), deutscher Physiker, Chemiker und Hochschullehrer
- Johann Abraham Küpper (1779–1850), deutscher evangelischer Theologe und Pädagoge
- Karl Küpper (Landrat) (1843–1880), preußischer Landrat
- Karl Küpper (1905–1970), deutscher Büttenredner aus Köln, Kritiker des NS-Regimes
- Katharina Küpper (* 1985), deutsche Schauspielerin
- Kurt Küpper (* 1948), deutscher Wasserballspieler
- Mechthild Küpper (* 1954), deutsche Journalistin
- Moritz Küpper (* 1980), deutscher Politologe, Hörfunkjournalist und Moderator
- Norbert Küpper (Heimatforscher) (1932–2015), deutscher Lehrer und Heimatforscher
- Norbert Küpper (Grafikdesigner), deutscher Grafikdesigner und Typograf
- Norbert Küpper (Künstler) (* 1964), deutscher Künstler
- Peter Küpper (1860–1934), deutscher Unternehmer
- Petruța Küpper (* 1981), rumänische Panflötistin
- Robert Küpper († 1701), deutscher Abt im Kloster Heisterbach
- Sandra Küpper (* 1978), deutsche Dramaturgin, Kuratorin und Theaterleiterin
- Tassilo Küpper (* 1947), deutscher Mathematiker
- Walter Julius Küpper (1905–1966), deutscher Maler und Grafiker
- Will Küpper (1893–1972), deutscher Maler
- Willi Küpper (* 1942), deutscher Ökonom und Hochschullehrer